# 王頎
王 頎（おう き、生没年不詳）は、中国の三国時代の魏の武将。字は孔碩。本貫は東萊郡。

## 生涯
正始年間、玄菟太守となった。正始6年（245年）、毌丘倹の命を受け、高句麗王の憂位居を追い、沃沮を過ぎること1000里におよび、粛慎の南境に達して、石にその功績を刻んだ。
正始8年（247年）、王頎は帯方太守に着任した。塞曹掾史の張政らを倭国に派遣し、邪馬台国と狗奴国の和解を促した。
景元年間、王頎は天水太守となった。景元4年（263年）、蜀漢に対する征討に従い、鄧艾の命を受けて、沓中の姜維の軍営を攻めた。彊川で姜維を追撃して破った。
晋の武帝のとき、汝南太守となった。
孫に王弥があった。